# Motor Technica Museum Bad Oeynhausen

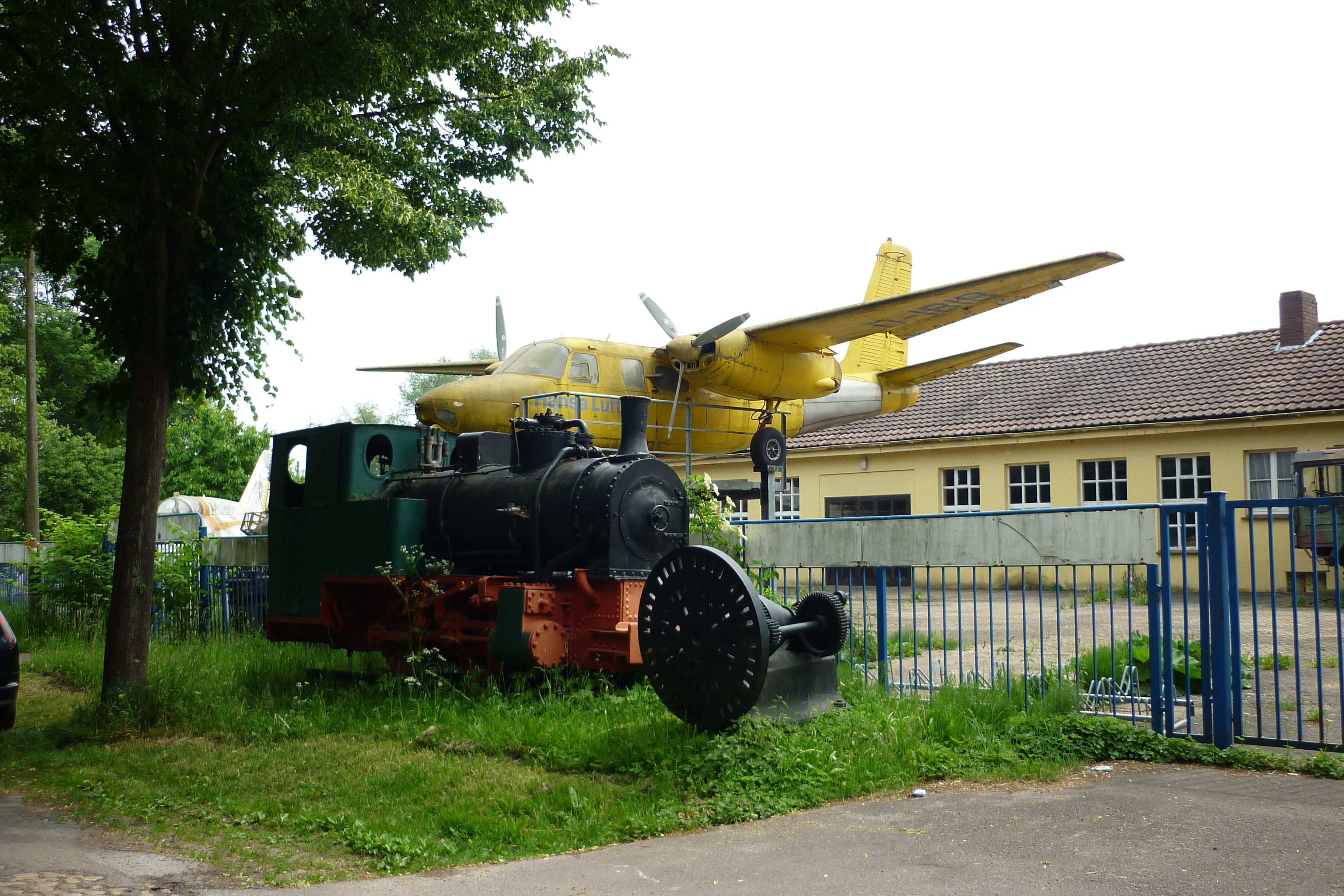
Blick auf Halle und Außengelände an der Weserstraße (2011)

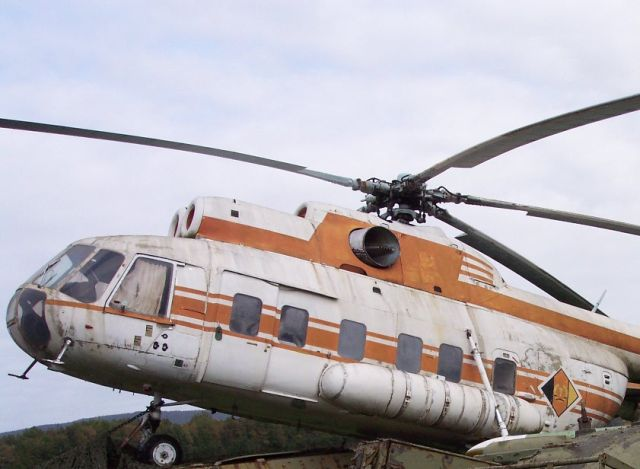
Mi-8-Wrack im Außengelände

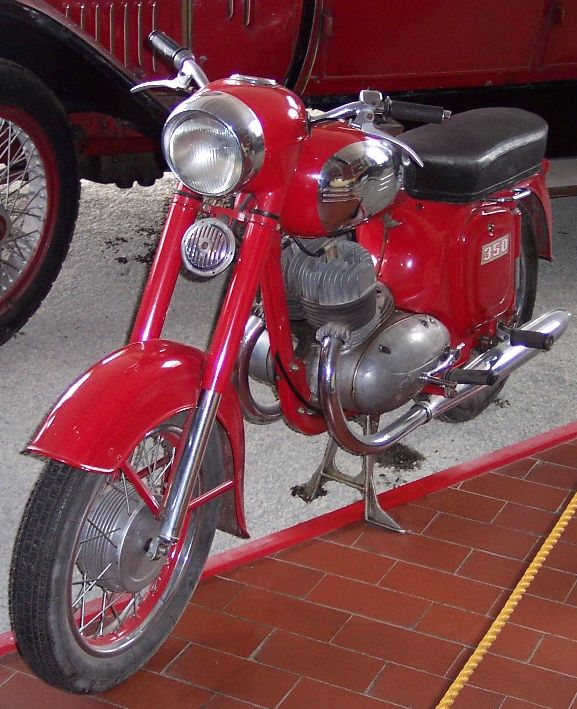
Jawa 350 in der Museumshalle

Das Motor Technica Museum Bad Oeynhausen war ein privat geführtes Automobil- und Luftfahrt-Museum in der Kurstadt Bad Oeynhausen zwischen dem Autobahnkreuz Bad Oeynhausen und der Weser im Stadtteil Rehme. Das Museumsgelände besteht aus mehreren Ausstellungshallen und einem Außenbereich, der sich zu einem Teil entlang der Weserstraße erstreckt. Der Außenbereich hinterlässt den Eindruck wahllos zusammengeführter Militaria aus ehemaligen Ostblockbeständen. Das Museum wurde touristisch durch die Stadt beworben und noch heute gibt es Wegweiser dorthin.

## Geschichte
Das Motor Technica Museum wurde 1973 als privates Museum unter dem Namen Auto- und Motorradmuseum durch den Fabrikanten und Sammler Willy Helmerdings am 12. April 1973 gegründet. 1991 ging das Museum in die Insolvenz. Neuer Besitzer wurde Holger Veh, der das Museum mit 225 Motorrädern und 80 Autos 1992 erneut eröffnete, erweitert um weitere 30 Autos. Das auch heute noch unter diesem Namen bekannte Gelände wurde 2007 geschlossen. Lange Zeit gab es keine Informationen über den Fortbestand der Ausstellung oder Bemühungen einer Wiedereröffnung. Im August 2016 wurde bekannt, dass bis zum Ende des Jahres alle noch verbliebenen Fahrzeuge abtransportiert werden.
Die Ausstellungsstücke im Außenbereich und an der Straße sind teilweise frei zugänglich oder können aus geringer Entfernung betrachtet werden. Die im Freien ausgestellten Fahrzeuge und Fluggeräte sind der Witterung ausgesetzt. Vorhanden sind u. a. ein „Luftbildflugzeug“ aus den späten 40er Jahren (Bauzeit von 1948-1985), Militaria (MiG-21, Hubschrauber, Panzer), ein Londoner Doppeldeckbus und alte Schienenfahrzeuge.
Die Automobilschau in den Hallen umfasste ca. 100 Fahrzeuge von den Anfängen bis zu Kleinfahrzeugen der 1950er und 60er Jahre.
Die Auflösung der Bestände war erst Ende 2017 abgeschlossen.